# 九平とねえちゃん
『九平とねえちゃん』（きゅうへいとねえちゃん）は、赤塚不二夫による漫画作品。初出は『りぼん』（集英社）1966年4月号付録で、「りぼんカラーシリーズ36」として発表。「少女の甘酸っぱくほろ苦い思い出」と「原爆の悲劇」が描かれている戦争漫画。

## 制作
『少女クラブ』増刊に掲載された短編『点平とねえちゃん』、『しろいかっぽうぎ』を元に再構成した長編作品。後年、赤塚は「消化不良だった」と否定的に述懐している。
フリーライターの中野晴行によると、1970年代半ばごろまでの少女漫画誌では「恋人や家族を戦争で失った女性の悲しみや、原爆症で苦しむ若者を描くもの」が掲載されていた。本作は1966年、『りぼん』4月号の別冊付録に掲載された「原爆症の怖さ」を描いた戦争漫画である。1969年に刊行された『赤塚不二夫全集13』に表題作として収録。その後、長い間本作の入手は困難であったが、2005年に小学館よりオンデマンド版を刊行。
2013年2月に戦争漫画をテーマとして中野晴行の監修により金の星社より刊行されたアンソロジー、『漫画家たちの戦争』の第1集『原爆といのち』に本作が収録されている。

## あらすじ
高度成長期の東京下町、そこに住むユキ子と九平はある日、鉄橋のアーチから落ちそうになったところを写真屋を営む青年・裕に救われる。やがて、ユキ子は裕に恋愛感情を抱くようになる。

## 登場人物
ユキ子
本作の主人公。東京に下町に住む女学生で、母と弟と3人で暮らしている。明るく心優しい性格の持ち主。
九平
ユキ子の弟。無鉄砲でいたずら好きなやんちゃ坊主。
写真屋のにいさん
小さな写真屋『高見写真店』を営む青年で、フルネームは高見裕（たかみ ひろし）。姉の子で姪でもあるヤエ子を妹のように可愛がっていたが、自身も姉と同様、幼いころに原爆症を患っており、やがて帰らぬ人になる。
ヤエ子
裕の姪。母を原爆症で喪い、妻の持病を知った父に逃げられてしまったところを叔父の裕に引き取られる。裕亡き後は北海道の親戚に引き取られていった。
ポロ
ヤエ子が飼っている子犬。彼女が親戚に引き取られてからは九平の愛犬となった。
九平たちのおかあさん
ユキ子と九平の母。夫を工場の事故で喪い、女手一つでユキ子たちを育てながら、近所の玩具メーカー『三福玩具』で働いている。

## 作風とテーマ
中野晴行によると、全体的には「下町の子供たちのほのぼのとした暮らしを描いた生活マンガ」であり、ギャグも取り入れられている。「戦争は善悪の問題や主義主張を超えて憎むべきもの」と考えていた赤塚にとっては、本作は「描かなくてはならない作品」であったという。「『核兵器反対』を前面に打ち出している」わけではないが、「平和な暮らしを脅かす戦争の怖さがしみじみと伝わってくる」ように描かれている。

## 書誌情報
- 赤塚不二夫『赤塚不二夫全集13 九平とねえちゃん』曙出版〈Akebono-Comics〉、1969年[5]10月
  - 「青い目の由紀」「ママはやっぱり話がわかる」「お茶の間にあつまれ」を併録。
- 赤塚不二夫『九平とねえちゃん オンデマンド版』小学館〈赤塚不二夫漫画大全集86〉、2005年9月初版発行[6]、ISBN 4-09-001727-0
  - 「青い目の由紀」「ママはやっぱりはなしがわかる」「ケイジとゴエモン」「お茶の間にあつまれ」併録[6]。
- 赤塚不二夫『九平とねえちゃん』フジオ・プロダクション、2012年（電子書籍）
  - 同時収録「青い目の由紀」[3]